# Tapachula, Sinaloa
Tapachula är en ort i Mexiko.   Den ligger i kommunen Guasave och delstaten Sinaloa, i den västra delen av landet, 1 200 km nordväst om huvudstaden Mexico City. Tapachula ligger 15 meter över havet och antalet invånare är 166.
Terrängen runt Tapachula är mycket platt. Runt Tapachula är det ganska tätbefolkat, med 100 invånare per kvadratkilometer. Närmaste större samhälle är Guasave, 6,3 km nordost om Tapachula. Trakten runt Tapachula består till största delen av jordbruksmark.